# Team Jamis
Team Jamis ist ein ehemaliges US-amerikanisches Radsportteam mit Sitz in Northvale.
Die Mannschaft wurde 2003 gegründet und besaß seit 2005 eine UCI-Lizenz als Continental Team. Sportlicher Leiter war Sebastián Alexandre. Sponsoren waren seit der Saison 2010 der Fahrradhersteller Jamis, der Weinbaubetrieb Sutter Home und der Olivenöl-Produzent Colavita. Jamis war auch der wichtigste Ausrüster des Teams.
Ende 2016 wurde das Team aufgelöst.

## Saison 2016

### Erfolge in der UCI America Tour
In den Rennen der Saison 2016 der UCI America Tour gelangen die nachstehenden Erfolge.
| Datum     | Rennen                                | Kat. | Fahrer                |
| --------- | ------------------------------------- | ---- | --------------------- |
| 21. April | 1. Etappe Joe Martin Stage Race (EZF) | 2.2  | Janier Acevedo        |
| 22. April | 2. Etappe Joe Martin Stage Race       | 2.2  | Lucas Sebastian Haedo |
| 7. Mai    | 4. Etappe Tour of the Gila            | 2.2  | Eric Marcotte         |
| 15. Juni  | 3. Etappe Vuelta a Colombia           | 2.2  | Lucas Sebastian Haedo |
| 17. Juni  | 5. Etappe Vuelta a Colombia           | 2.2  | Lucas Sebastian Haedo |

### Abgänge – Zugänge
| Zugänge                | Team 2015              | Abgänge            | Team 2016                                  |
| ---------------------- | ---------------------- | ------------------ | ------------------------------------------ |
| Janier Acevedo         | Team Cannondale-Garmin | Grégory Brenes     | Coopenae - Extralum                        |
| Stephen Bassett        |                        | Daniel Jaramillo   | UnitedHealthcare Professional Cycling Team |
| Eric Marcotte          | Team SmartStop         | Ben Jacques-Maynes | Karriereende                               |
| Kyle Murphy            | Lupus Racing Team      | Nathan Wilson      | Unbekannt                                  |
| Jacob King (ab 1. Mai) | Hincapie Racing Team   | Walter Trillini    | Los Matanceros                             |
| Brayan Sanchez         | Orgullo Antiqueño      | Eric Schildge      | Unbekannt                                  |
|                        |                        | Ian Crane          | Unbekannt                                  |
|                        |                        | David Williams     | Astellas Cycling Team                      |

### Mannschaft
| Teamkader 2016                            | Teamkader 2016   | Teamkader 2016     | Teamkader 2016                |
| Name                                      | Geburtsdatum     | Land               | Vorheriges Team               |
| ----------------------------------------- | ---------------- | ------------------ | ----------------------------- |
| Janier Acevedo                            | 6. Dezember 1985 | Kolumbien          | Cannondale-Garmin (2015)      |
| Luis Romero Amarán                        | 7. April 1979    | Kuba               |                               |
| Stephen Bassett                           | 27. März 1995    | Vereinigte Staaten |                               |
| Rubén Companioni                          | 18. Mai 1990     | Kuba               |                               |
| Lucas Sebastián Haedo                     | 18. April 1983   | Argentinien        | Skydive Dubai (2014)          |
| Stephen Leece                             | 4. November 1991 | Vereinigte Staaten |                               |
| Eric Marcotte                             | 8. Februar 1980  | Vereinigte Staaten | SmartStop (2015)              |
| Carson Miller                             | 9. Januar 1989   | Vereinigte Staaten |                               |
| Kyle Murphy                               | 5. Oktober 1991  | Vereinigte Staaten | Caja Rural-Seguros RGA (2015) |
| Brayan Sánchez                            | 3. Juni 1994     | Kolumbien          | Orgullo Antioqueño (2015)     |
| Jacob King (1. Mai–31. Dez.)              | 3. Juni 1995     | Vereinigte Staaten |                               |
|                                           |                  |                    |                               |
| Quellen: ProCyclingStats Cycling Archives |                  |                    |                               |

## Platzierungen in UCI-Ranglisten
UCI America Tour
| Saison | Mannschaftswertung | Fahrerwertung               |
| ------ | ------------------ | --------------------------- |
| 2005   | 10.                | Mark McCormack (61.)        |
| 2006   | 15.                | Mark McCormack (170.)       |
| 2007   | 17.                | Charles Dionne (57.)        |
| 2008   | 18.                | Lucas Sebastián Haedo (83.) |
| 2009   | 9.                 | Lucas Sebastián Haedo (25.) |
| 2010   | 11.                | Alejandro Borrajo (66.)     |
| 2011   | 9.                 | Luis Romero Amarán (42.)    |
| 2012   | 21.                | José Antogna (81.)          |
| 2013   | 4.                 | Janier Acevedo (1.)         |
| 2014   | 8.                 | Daniel Jaramillo (46.)      |
| 2015   | 9.                 | Daniel Jaramillo (22.)      |
| 2016   | 7.                 | Eric Marcotte (24.)         |

UCI Oceania Tour
| Saison    | Mannschaftswertung | Fahrerwertung      |
| --------- | ------------------ | ------------------ |
| 2007      | 19.                | David McCann (12.) |
| 2008-2016 | -                  | -                  |